# Прибутковий касовий ордер
Прибутковий касовий ордер (типова форма КО-1)
Прибутковий касовий ордер — первинний документ, застосовується для оформлення надходжень готівки до каси підприємств (юридичних осіб).
Введено в дію з 29 квітня 2009 року.
Бланк затверджено постановою Правління Національного банку України № 637 від 15.12.2004 року.
«Положення про ведення касових операцій в національній валюті в Україні» (наведеное у додатку 2) з урахуванням змін — за постановою НБУ від 29.04.2009 р. № 252.
Про приймання підприємствами готівки в касу за прибутковими касовими ордерами засвідчує відривна частина прибуткового касового ордеру, що завіряється підписом головного бухгалтера, касира та печаткою — видається особі, що внесла готівкові кошти.
Основна частина прибуткового касового ордеру — без відривної частини — з підписами касира та головного бухгалтера є первинним документом, що свідчить про факт здійснення господарської операції на підприємстві, тобто про надходження готівкових коштів.